# Zócalo de la ciudad de Puebla
El Zócalo de Puebla, como informalmente se le conoce a la plaza principal de la ciudad de Puebla de Zaragoza .
A esta Plaza Principal o Plaza Mayor se le llamó en el siglo XX Jardín Principal, Jardín Central, Parque Central y, en 1919, Parque Juárez. Sabemos que la primera referencia de “zócalo” aparece en 1905.
Se ubica en el corazón de la zona conocida como Centro Histórico de la ciudad, y es parte importante de la zona histórica de monumentos declarados Patrimonio de la Humanidad por la UNESCO.
Su ubicación fue escogida por los fundadores de la ciudad en un paraje antiguamente denominado Cuetlaxcuapan (lugar donde cambian de piel las culebras,) para establecer una ciudad intermedia entre Veracruz y México. Funcionó como una "plaza" o mercado de ropa y víveres desde 1531 hasta 1854 cuando fue convertido en Parque Central. 
El Zócalo colinda con la Catedral de Puebla al sur; al norte con un largo portal que conforman el Portal Hidalgo, de uso comercial, y el Portal del Palacio Municipal de Puebla, sede del Ayuntamiento, ambos separados por el Pasaje del Ayuntamiento; y, finalmente, los portales de Iturbide y Morelos ubicados al poniente y oriente respectivamente con locales de uso comercial. 
Los ejes que conforman el cruce de las calles situadas en su esquina nor poniente sirven para dividir a la ciudad en los cuatro puntos cardinales y sirven, a su vez, para dar nomenclatura a las calles.
Durante la pacífica época novo hispana la Plaza mayor fue un espacio para las diversas manifestaciones civiles y religiosas de los poblanos a diferencia del siglo XIX y el episodio revolucionario en que fue escenario de sitios y batallas que se libraron para conquistarla. Hoy en día es lugar para diferentes manifestaciones cívicas, políticas y culturales. Su fisonomía actual data de los años sesenta.

## Historia

### Época novohispana

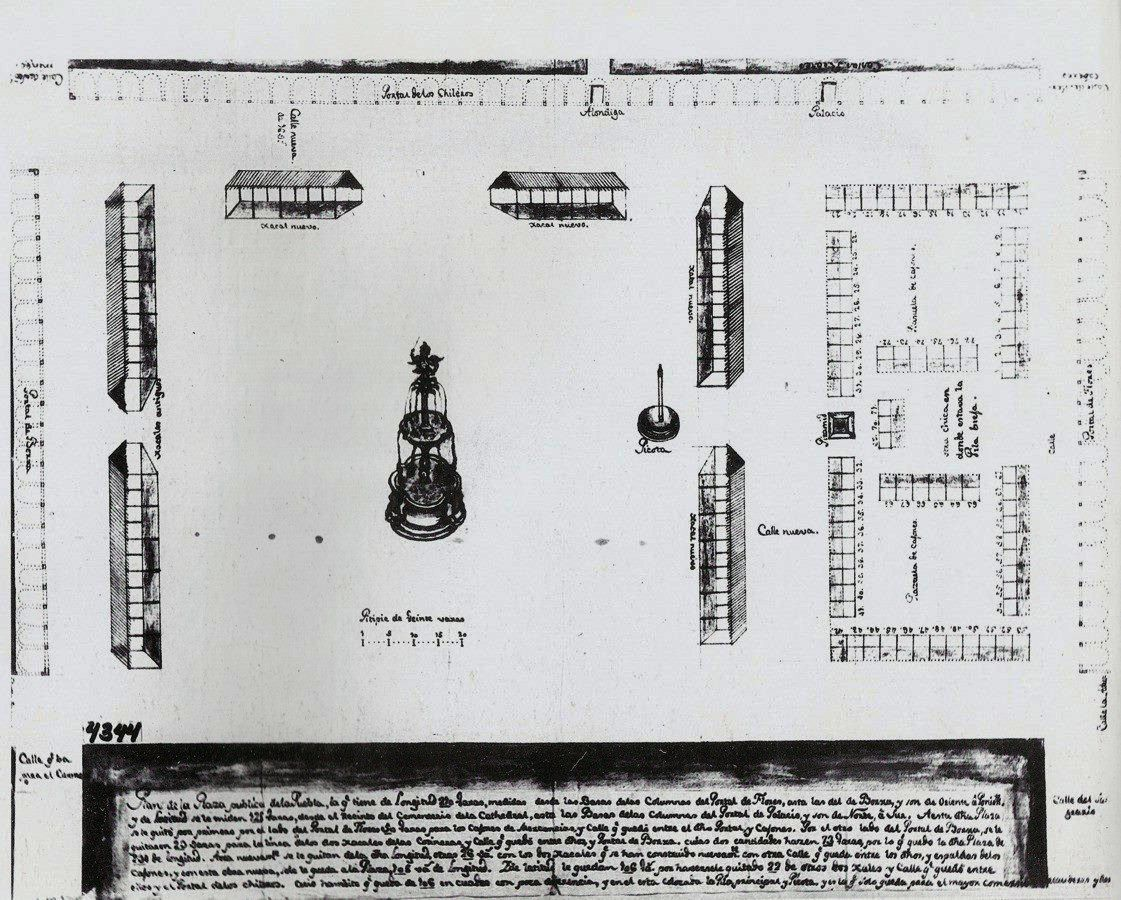
Plaza Mayor de Puebla hacia el, se observa el mercado o tianguis.

El origen de la Plaza Mayor o Zócalo de Puebla se remonta al año de 1531 año de la fundación de la ciudad. 
Sus fundadores, una vez escogido el terreno, optaron por un patrón de manzanas rectangulares inspirados por el nuevo humanismo renacentista, determinaron que la manzana central fuera dedicada para la plaza mayor o de armas y ubicar a su alrededor los edificios de los poderes civil y eclesiástico a imitación de las ciudades españolas. A esta plaza se le dio, de acuerdo al sistema antiguo de medidas, 200 varas de largo corriendo de oriente a poniente y 100 de norte a sur y sirvieron como medida para las demás manzanas formando de esta manera un emparrillado reticular. 
En las esquinas del Zócalo están las esculturas regaladas por colonias de extranjeros 
radicados en Puebla: alemana, española, sirio-libanesa e inglesa. Además están otros
monumentos como el dedicado al Ejército de Oriente, que defendió la ciudad del sitio
francés de 1863. La fecha que ahí aparece, 17 de mayo, fue el día en que el general Jesús González Ortega decidió entregar la ciudad al ejército francés, para evitar mayor destrucción y derramamiento de sangre.

#### Usos

##### Mercado de productos
Desde un principio la Plaza Mayor se dedicó a mercado de productos recibiendo el nombre de "Tiánguis" que proviene del náhuatl "tianquiztli" mercado y perduró con ese uso por trescientos veintitrés años, de 1531, año de la fundación a 1854 cuando el presidente municipal en turno Baltazar Furlong le dio a la plaza su primera renovación general, dotándola de jardines, pisos, lámparas, bancas entre otros ornamentos. 
En 1531 el Zócalo servía de eje a la retícula callejera, como era de esperarse en este tipo de espacios, prontamente los comerciantes llegaron a ocupar todo rincón. Los indígenas vendían sus mercancías con el mismo propósito que tenían antes de la llegada de los colonizadores. 
Ante estas prácticas las autoridades gubernamentales tenían sus intereses en esas prácticas, al extremo que un mandatario llegó a legislar en 1545 que el pan se vendería en ese punto. Con el propósito de animar a los feligreses más reticentes a visitar el Zócalo y con ello las iglesias cercanas.
Hacia el año de 1556 se introdujo el agua a la Plaza Mayor con una fuente ochavada ubicada al oriente de la plaza y que perduró hasta 1777 cuando fue cambiada por una fuente barroca, puesta esta vez al centro de la plaza y dedicada a San Miguel, patrono de la ciudad. Esta última fue retirada en 1873 y colocada cinco años después en la Plazuela de San Francisco de donde regresó a su sitio original en la plaza mayor en 1963.
Las autoridades, en diferentes épocas, trataron de desembarazar de comerciantes a la plaza Mayor, así en 1629 se decretaba que los miércoles hubiera mercado en la Alameda (Plazuela de San José) y en 1714 en la Plazuela de San Agustín. En 1764 el gobernador Esteban Bravo ordenó quitar los puestos improvisados "con sombras de petate o esteras" estableciendo puestos de madera y ordenándolos por calles; varios de estos puestos ubicados junto al portal de las Flores (Morelos) se incendiaron la noche del 7 de enero de 1796. El intendente Flon, entre 1801 y 1803, dio solución al problema de la aglomeración de comerciantes retirando los cajones de ropa y trasladando a los baratilleros al nuevo mercado del Parian. Sin embargo, la plaza seguía padeciendo el problema de las inmundicias, los carretones no se daban abasto para retirar la basura producida por "la mucha gente que concurría a ella", por lo tanto se ordenó en 1816 que solo hubiera mercado los jueves y el sábado y los demás días en la Plazuelas de Santa Inés, el Montón y los Sapos.
A lo largo de la dominación española y parte de época independiente se prohibió consistentemente a los españoles vender productos alimenticios o ropa en la Plaza Mayor, actividades que solo los naturales podían ejercer. Los días que por tradición se designaron para el mercado en la Plaza Mayor fueron los jueves de cada semana, aunque de acuerdo a Cerón Zapata todos los días se podían encontrar los productos requeridos, solo los jueves e incluso los sábados los naturales bajaban de sus pueblos a vender mercancías "de tejidos criollos, jarcias, y frutas en tanta abundancia que suelen muchas veces volverse con lo mismo que trajeron".

##### Ejecución de sentencias
La plaza mayor fue también el sitio donde se aplicaban las sentencias del tribunal de la Audiencia, hubo en los primeros años la picota de madera en la que se exponían a los reos a la vergüenza y la horca para la pena capital. En 1573 se ordenó el esquilamiento público de los reincidentes por embriaguez aplicado a los indios y mulatos. La horca se aplicaba en el centro de la Plaza, tal como se observa en el plano de 1754, un armazón sostenido por cuatro palos. El populacho le prendió fuego en 1729 por la llegada de las remisoriales relativas a la canonización de Juan de Palafox y Mendoza.

##### Diversiones
La plaza mayor se empleó para diversiones de índole sacro y pagano.
Siguiendo la costumbre medieval en la plaza mayor o en el atrio de la catedral se hicieron funciones teatrales durante los siglos XVII y XVIII. Estas fiestas o comedias no siempre contaron con la aprobación del Cabildo eclesiástico. Originalmente las celebraciones de Corpus Cristi eran acompañadas en la Octava (8 días después) con autos religiosos, que con el tiempo fueron perdiendo predilección imponiéndose las comedias profanas.

#### Construcciones aledañas
Frente a la Plaza Mayor se construyó el primer templo parroquial, un cobertizo de paja que duró solo unos días, que fue construido en 1531 en el actual portal de Iturbide, hoy Av. 16 de septiembre, estaba ubicado en medio de los solares concedidos a los primeros vecinos de la ciudad, el alcalde mayor Hernando de Elgueta y Alonso González, a quienes se les dio licencia para edificar los primeros portales de la Plaza Mayor. 
Un segundo templo se edificó frente a la Plaza en el sitio que hoy ocupa el actual Sagrario de la Catedral, se comenzó en 1531 y se terminó el 29 de agosto de 1535.
Aparte del conjunto catedralicio y del Palacio Municipal, otros lugares destacables dentro de la plaza son el Portal Hidalgo, el Portal Morelos y el Portal Benito Juárez. No obstante, uno de los elementos más característicos del Zócalo es un vestigio del antiguo sistema de distribución de agua: la fuente de San Miguel, instalada en 1777.

El tema de Hércules -escribe Santiago Sebastián López- no era extraño en la Puebla del siglo XVIII, como demuestra la fuente de San Miguel en la plaza de la Catedral (1777) de esta ciudad. Es un monumento conmemorativo cargado de simbolismo, y por ello presenta en su base un octógono mixtilíneo, cuyo pilar central muestra en el remate a la figura del Príncipe de los Ángeles venciendo al demonio bajo la forma de hidra cual una transposición del héroe mitológico; la taza superior es sostenida por cuatro figuras de Hércules y arroja agua por medio de cabezas solares. Existen en Puebla representaciones herácleas desde el siglo XVI, como las de la Alhóndiga, entre otras
Arte iberoamericano desde la Colonización a la Independencia», Segunda parte, Summa Artis. Historia General del Arte, volumen XXIX, Madrid, Espasa-Calpe, 1985, p. 177